# A1 Grand Prix – sezon 2007/2008
A1 Grand Prix – sezon 2007/2008 – trzeci sezon serii A1 Grand Prix. Rozpoczęty 29 września, a zakończony 4 maja. Mistrzem została Szwajcaria.

## Kalendarz
| Data                 | Tor                            | Państwo                  |
| -------------------- | ------------------------------ | ------------------------ |
| 30 września 2007     | Circuit Park Zandvoort         | Holandia                 |
| 14 października 2007 | Masaryk Circuit, Brno          | Czechy                   |
| 25 listopada 2007    | Sepang International Circuit   | Malezja                  |
| 16 grudnia 2007      | Zhuhai International Circuit   | Chińska Republika Ludowa |
| 20 stycznia 2008     | Taupō Motorsport Park          | Nowa Zelandia            |
| 3 lutego 2008        | Eastern Creek Circuit          | Australia                |
| 24 lutego 2008       | Durban                         | Południowa Afryka        |
| 16 marca 2008        | Autódromo Hermanos Rodríguez   | Meksyk                   |
| 13 kwietnia 2008     | Shanghai International Circuit | Chińska Republika Ludowa |
| 4 maja 2008          | Brands Hatch                   | Wielka Brytania          |

## Klasyfikacja
| Nr | Zespół            | Punkty |
| -- | ----------------- | ------ |
| 1  | Szwajcaria        | 168    |
| 2  | Nowa Zelandia     | 127    |
| 3  | Wielka Brytania   | 126    |
| 4  | Francja           | 118    |
| 5  | Południowa Afryka | 96     |
| 6  | Irlandia          | 94     |
| 7  | Holandia          | 87     |
| 8  | Niemcy            | 83     |
| 9  | Kanada            | 75     |
| 10 | Indie             | 61     |
| 11 | Portugalia        | 59     |
| 12 | Stany Zjednoczone | 56     |
| 13 | ChRL              | 55     |
| 14 | Brazylia          | 44     |
| 15 | Malezja           | 25     |
| 16 | Meksyk            | 22     |
| 17 | Australia         | 20     |
| 18 | Włochy            | 12     |
| 19 | Czechy            | 10     |
| 20 | Pakistan          | 1      |
| 21 | Indie             | 1      |
| 22 | Liban             | 0      |